# 예고르 필리펜코
예고르 프세볼로도비치 필리펜코(벨라루스어: Яго́р Усе́валадавіч Філіпе́нка 야호르 우세발라다비치 필리펜카, 러시아어: Его́р Все́володович Филипе́нко, 1988년 4월 10일 ~ )는 벨라루스의 축구 선수로 현재 러시아 퍼스트 리그의 우랄 예카테린부르크에서 센터 백으로 활약하고 있다.

## 클럽 경력
2006 시즌 바테 보리소프 입단을 통해 프로에 정식 입문한 후 2007 시즌까지 공식전 36경기 7골을 기록하며 2회 연속 리그 우승, 2006 벨라루스컵 우승, 2007 벨라루스컵 준우승 등에 기여했다.
그 후 2008 시즌을 앞두고 러시아 프리미어리그의 스파르타크 모스크바로 이적한 이후 2009 시즌 초반까지 공식전 22경기에 출전한 후 2009 시즌 초반 톰 톰스크로 임대 이적했지만 단 3경기 출전에 그쳤다.
이후 2010 시즌을 앞두고 시비리 노보시비르스크로 트레이드되어 22경기에 출전했지만 팀의 차기 시즌 러시아 풋볼 내셔널 리그 강등을 막는데 실패했고 2010 시즌을 마친 뒤 친정팀인 바테 보리소프로 4년만에 복귀하여 4시즌동안 공식전 114경기 7골로 팀의 9시즌 연속 리그 우승이자 개인 커리어 4회 연속 리그 우승 및 통산 6번의 리그 우승이라는 금자탑을 쌓았다.
그리고 유럽 클럽 대항전에도 26경기에 출전하며 3번의 UEFA 챔피언스리그 본선 진출(2011-12, 2012-13 2014-15), 2012-13년 UEFA 유로파리그 32강 진출에도 기여했고 벨라루스 슈퍼컵에서도 2번의 우승(2010, 2014)을 거머쥐는 등 바테 보리소프의 핵심 선수로 맹활약했다.
바테 보리소프에서의 전성기를 구가한 후 스페인 라리가의 말라가 CF로 이적했으나 2시즌동안 단 11경기 출전에 그쳤고 결국 2016-17 시즌에 이스라엘 리갓 하알의 마카비 텔아비브로 이적 후 공식전 42경기에 출전하여 2016-17 시즌 리그 준우승, 2016-17 시즌 이스라엘 스테이트컵 준우승, 2017-18 시즌 토토컵 우승 등에 일조했다.
그 뒤 2017-18 시즌 초반 같은 리그의 FC 아슈도드로 공식전 16경기에 출전하며 팀의 리그 잔류를 이끌어낸 뒤 2017-18 시즌을 마친 이후 친정팀인 바테 보리소프로 또 다시 복귀하여 2020 시즌까지 공식전 84경기 4골로 활약하며 팀의 13시즌 연속 리그 우승(2018) 및 2회 연속 리그 준우승(2019, 2020), 2018 시즌 벨라루스컵 준우승, 2018-19년 UEFA 유로파리그 32강, 2019년 벨라루스 슈퍼컵 우승, 2020 시즌 벨라루스컵 우승 등에 이바지했다.
2020 시즌 이후 바테 보리소프를 떠나 같은 리그의 샤흐툐르 살리호르스크 소속으로 2시즌동안 공식전 47경기 3골을 기록하며 2021 시즌 리그 우승, 2021 시즌 벨라루스컵 4강 진출, 2021년 벨라루스 슈퍼컵 우승, 2022년 벨라루스 슈퍼컵 준우승 등에 일조했다.
그 뒤 2022-23 시즌을 앞두고 러시아 프리미어리그의 우랄 예카테린부르크로 이적하여 2023-24 시즌을 마친 현재까지 40경기 1골을 기록했지만 팀의 2024-25 시즌 러시아 풋볼 내셔널 리그 강등을 막지 못했다.

## 국가대표팀 경력

### 벨라루스 청소년 대표팀
2004년부터 2011년까지 벨라루스 연령별 대표팀에서 29경기 3골을 기록했고 특히 2012년 하계 올림픽 유럽 지역 예선격인 2011년 UEFA 유러피언 U-21 챔피언십에 출전하여 올림픽 본선 진출권이 걸린 체코와의 3위 결정전에서 후반 43분 선제골이자 결승골을 터뜨리며 벨라루스 축구 역사상 첫 올림픽 본선 진출을 이끌었지만 아쉽게도 올림픽 본선 출전으로까지는 이어지지 못했다.

### 벨라루스 A대표팀
2007년 9월 12일 슬로베니아와의 UEFA 유로 2008 예선 G조 9차전에서 벨라루스 A대표팀 소속으로 국제 A매치 데뷔전을 치른 후 2013년 9월 10일 프랑스와의 2014년 FIFA 월드컵 유럽 지역 예선 I조 6차전에서 A매치 데뷔골을 터뜨렸다.
그 후 10년동안 A매치 통산 52경기 1골을 기록했으며 2017년 9월 3일 홈에서 열린 스웨덴과의 2018년 FIFA 월드컵 유럽 지역 예선 A조 8차전에서 0-4로 대패한 이후 이 경기를 끝으로 국가대표팀 유니폼을 반납했다.

## 대회 성적

### 클럽
바테 보리소프
- 벨라루스 프리미어리그 : 우승 (2006, 2007, 2011, 2012, 2013, 2014, 2018), 준우승 (2019, 2020)
- 벨라루스컵 : 우승 (2020), 준우승 (2018)
- 벨라루스 슈퍼컵 : 우승 (2010, 2014, 2019)

 마카비 텔아비브
- 리갓 하알 : 준우승 (2016-17)
- 이스라엘 스테이트컵 : 준우승 (2016-17)
- 토토컵 : 우승 (2017-18)

샤흐토르 살리호르스크
- 벨라루스 프리미어리그 : 우승 (2021)
- 벨라루스컵 : 4강 (2021)
- 벨라루스 슈퍼컵 : 우승 (2021), 준우승 (2022)